# Tephritocampylocera latigena
Tephritocampylocera latigena är en tvåvingeart som först beskrevs av Günther Enderlein 1942.  Tephritocampylocera latigena ingår i släktet Tephritocampylocera och familjen Pyrgotidae.
Artens utbredningsområde är Tanzania. Inga underarter finns listade i Catalogue of Life.